# Glockenturm (Schwäbisch Gmünd)

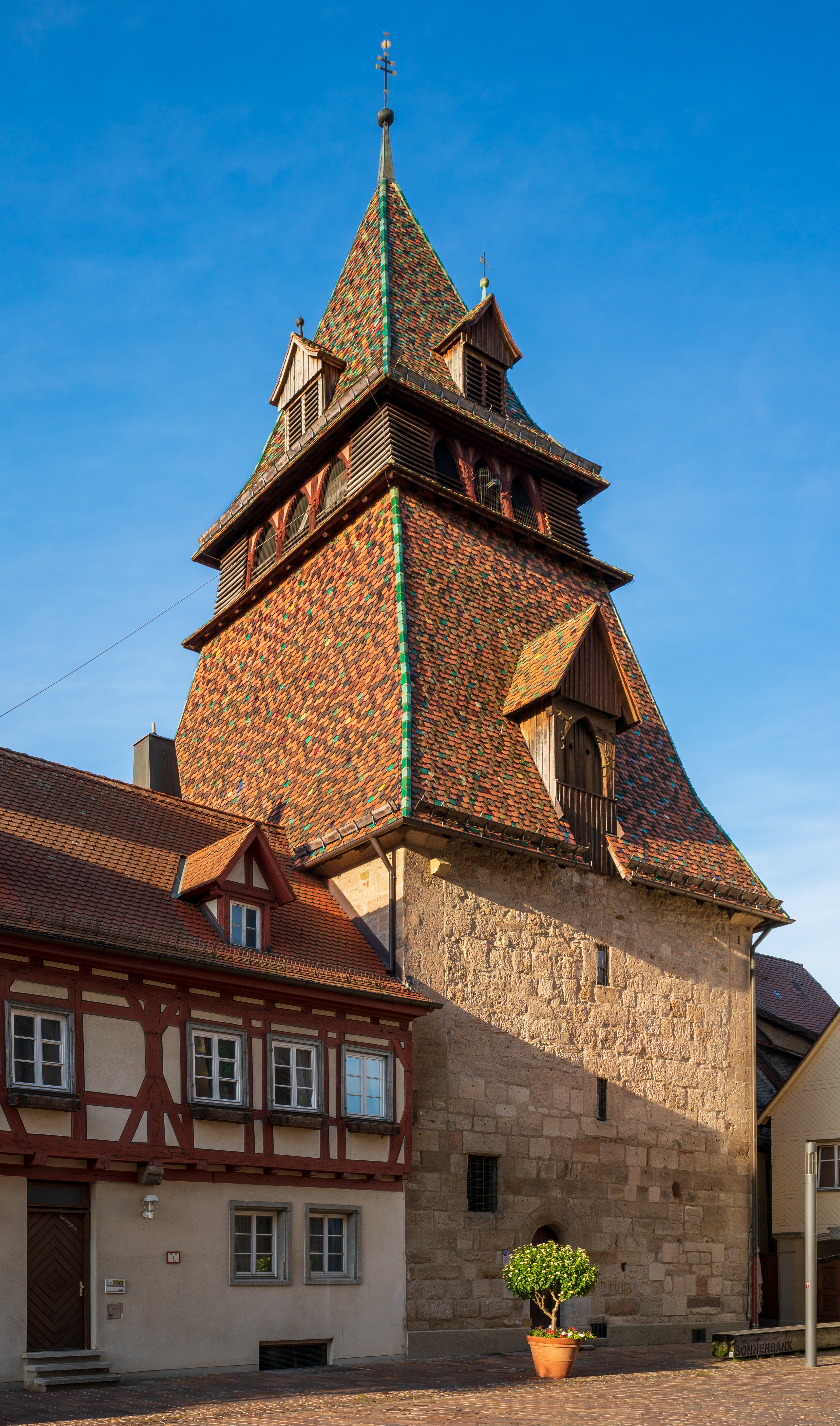
Glockenturm

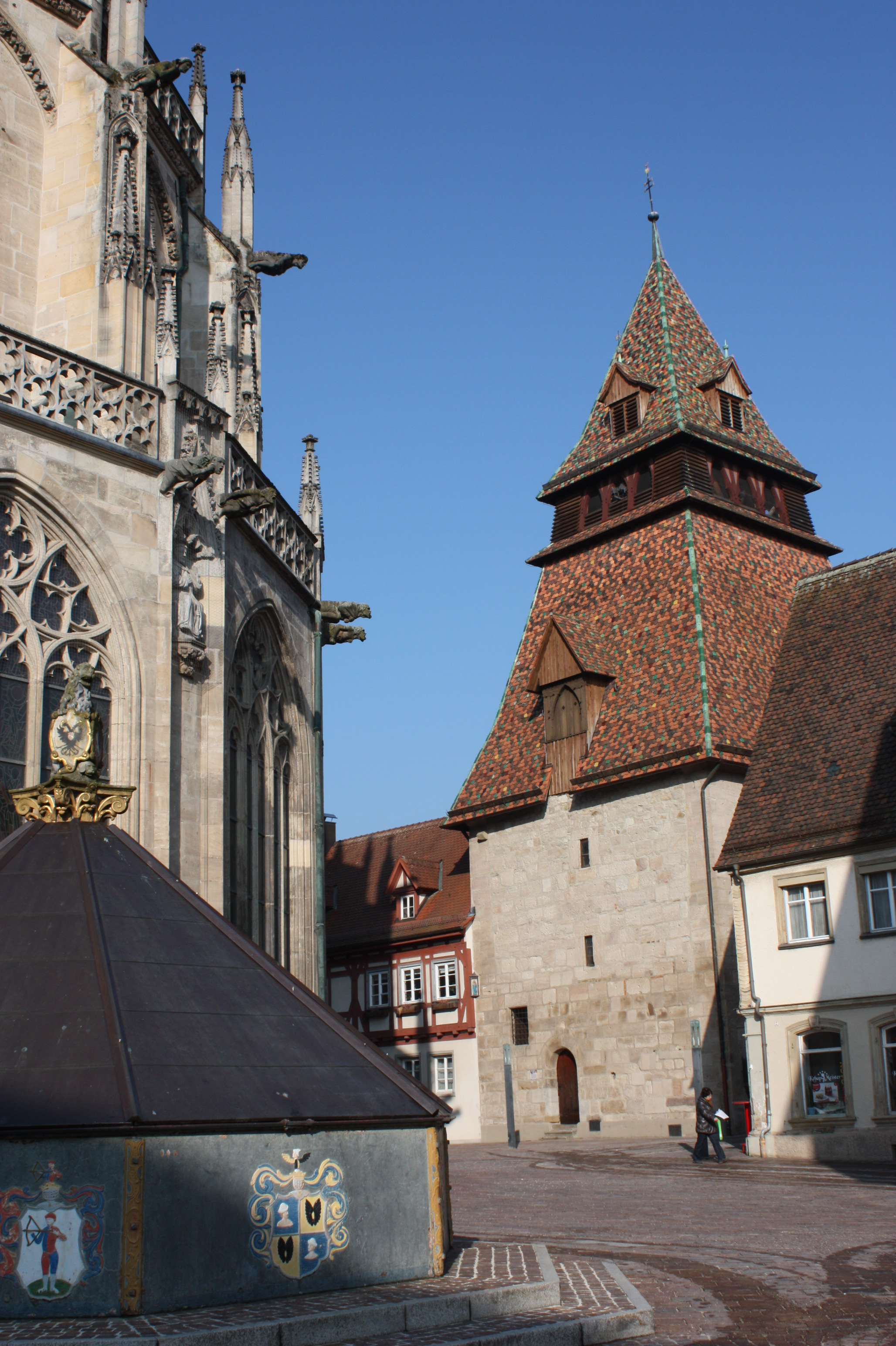
Glockenturm des Gmünder Münster mit dem Löwenbrunnen im Vordergrund

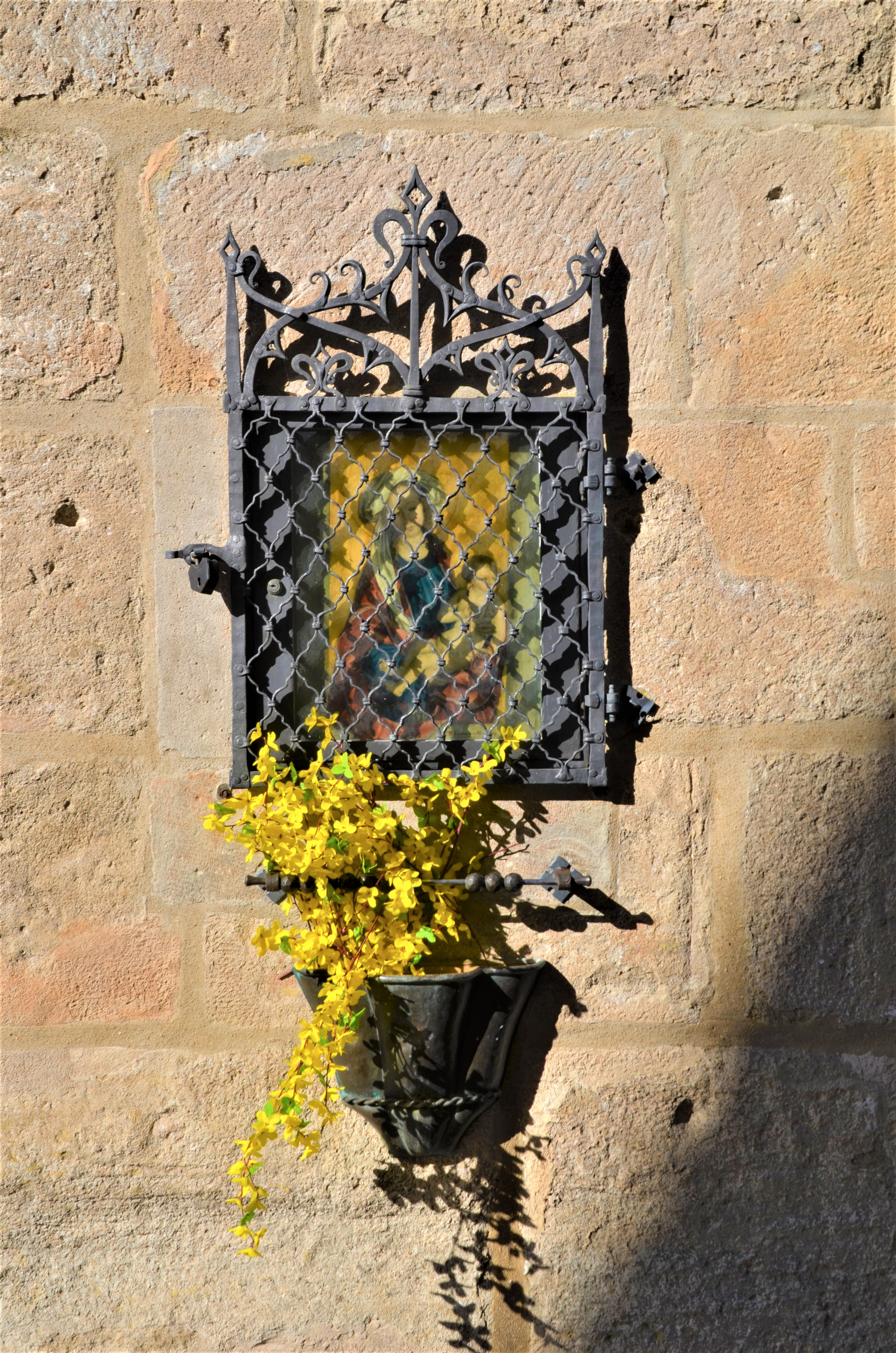
Bildstock mit Rosenkranz am Glockenturm

Der Glockenturm, der früher Glockenhaus genannt wurde, ist ein romanisches Gebäude, das um 1228 errichtet wurde und heute die Glocken des Heilig-Kreuz-Münsters in Schwäbisch Gmünd beherbergt. Er ist somit ein Campanile. Diese Form eines Glockenturms ist im schwäbischen Raum einzigartig.

## Baugeschichte
Gesicherte Belege für den Glockenturm des Heilig-Kreuz-Münsters gibt es erst ab 1578, doch wird seit jeher angenommen, dass dieses Gebäude schon 1497 als Ersatz der eingestürzten Türme eingerichtet beziehungsweise umgebaut wurde. Es blieb ein ständiges Provisorium, da jegliche Pläne zum Neubau der Türme des Münsters nicht realisiert wurden.
Holzproben stützen die Annahmen der Historiker, denn die Hölzer der Tragekonstruktion des Glockenstuhles stammen aus der Zeit zwischen 1502 und 1505. Dass die Hölzer der Unterkonstruktion des Tragewerkes des Glockenstuhles schon von 1490 stammen wird von Historikern als Vorbereitung zum Glockenturm gesehen. Dieses und einige andere Indizien sprechen auch dafür, dass der Einsturz der Türme des Münsters schon vorauszusehen war.
Im zweiten Obergeschoss befinden sich zwei rußgeschwärzte Balken mit Bohlennut und Blattsassen, die gemeinsam mit einer Nische im zweiten Obergeschoss und einem Kaminrest auf die frühere Nutzung als Wohnhaus hindeuten. Im Erdgeschoss sind die Hölzer auf 1227 und 1228 datiert sowie zwei Balken auf 1143 und 1154. Es wird davon ausgegangen, dass der Turm als romanischer Wohnturm um 1228 errichtet, und 1490 und 1502 bis 1505 zum Glockenturm umgebaut wurde. Seit dieser Zeit wurden am Glockenturm keine größeren baulichen Veränderungen mehr vorgenommen.
Im frühen 16. Jahrhundert wurde an die Westfassade des Glockenturms das Mesnerhaus des Heilig-Kreuz-Münster gebaut. Aus diesem Grund ist der Glockenturm mit seinem durch die Klangarkaden durchbrochenen Pyramidendach, das zweimal höher als das Mauerwerk ist, nur von zwei Seiten vollständig sichtbar. Insgesamt ist der Glockenturm zirka 36 Meter hoch.
Von 2007 bis 2009 wurde der Glockenturm saniert. Dies wurde unter der Leitung der Münsterbauhütte Schwäbisch Gmünd durchgeführt. Seit 2012 wird das Erdgeschoss des ehemaligen Wohnturms als Ausstellungs- und Veranstaltungsort durch die Stadt Schwäbisch Gmünd genutzt.

## Glocken
Im Glockenturm sind die vier nach dem Einsturz der Türme des Münsters noch erhaltenen Glocken eingebaut. Zwei der Glocken wurden beschädigt und geflickt, was man an der Marienglocke besonders gut erkennen kann. Außer diesen vier Glocken besitzt das Münster noch zwei kleinere Glocken im Dachreiter des Münsters. Die Glocken von 1455 beziehungsweise 1456 wurden in Reutlingen von Hans Eger gegossen, bei der vierten Glocke geht man davon aus, dass sie vom Meister der Feuerglocke bei St. Lorenz in Nürnberg gegossen wurde.
| Nr. | Name                       | Durchmesser | Gussjahr | Ton |
| --- | -------------------------- | ----------- | -------- | --- |
| 1   | Liebfrauenglocke           | 1370 mm     | 1455     | es´ |
| 2   | Jüngere Evangelistenglocke | 1240 mm     | 1456     | f´  |
| 3   | Ältere Evangelistenglocke  | 1000 mm     | um 1300  | g´  |
| 4   | Marienglocke               | 890 mm      | 14. Jh.  | c´´ |